# 天船增四
英仙座σ，又名BD+47 843，HD 21552、SAO 38890、HR 1052，是英仙座的一颗恒星，视星等为4.36，位于銀經148.48，銀緯-6.83，其B1900.0坐标为赤經3h 23m 31.2s，赤緯+47° -6.83′ 0″。